# ابوالحسن خوشرو
ابوالحسن خوشرو (زادهٔ ۱۴ دی ۱۳۲۵ – درگذشتهٔ ۱۰ اسفند ۱۳۹۸) خواننده و نوازندهٔ موسیقی مازندرانی بود.

## زندگی‌نامه
ابوالحسن خوشرو ۱۴ دی سال ۱۳۲۵ در روستای سیاهرودکلا (ساروکلا) قائم‌شهر (شاهی) زاده شد. پدرش «ابوطالب» نوازندهٔ نی و خواننده بود. وی از کودکی به نواختن ساز للوا روی آورد و به منظور فراگیری و تکمیل دانش موسیقی خود، از هنرستان موسیقی تهران فارغ‌التحصیل شد.
در سال ۱۳۳۹ یک گروه موسیقی با همکاری برادرانش فرج‌الله خوشرو (سنتور) و عبدالله خوشرو (کمانچه) و همچنین احمد محسن‌پور (ویلن) تشکیل داد و از سال ۱۳۴۵ با رادیو مرکز استان مازندران همکاری خود را آغاز کرد. او با تشکیل گروه موسیقی روجا «ستاره صبح» در سال ۱۳۵۰ فعالیت‌های هنری خود را گسترش داد. او همچنین سرپرستی گروه امیر پازواری را نیز برعهده داشت و به عنوان خواننده و نوازنده للوا در مازندران (ناحیهٔ مرکزی) شهرت یافت.
اجرای کنسرت‌های متعدد، شرکت در جشنواره‌های آیینه و آواز، حماسی و نواحی کرمان، و دیگر جشنواره‌های بین‌المللی نظیر جشنوارهٔ موتستر آلمان و اجرا در برنامهٔ ترقه از دیگر فعالیت‌های هنری او به‌شمار می‌روند که در همهٔ آن‌ها جایزهٔ نوازنده و خوانندهٔ برتر و لوح سپاس دریافت داشته‌است.
او افرادی مانند «خلیل طهماسبی» نوازندهٔ للوا و خوانندهٔ شهیر مازندران و «آقاجان فیوج‌زاده»، «حسین علیزاده» و «سلیمان اسدی» را در زندگی هنری خود مؤثر و الهام‌بخش می‌دانست. نخستین مجموعهٔ موسیقی ابوالحسن خوشرو «هژبر سلطون» نام داشت. اثر «مشتی» از او در سال ۱۳۵۹ منتشر شد که همین امر باعث شد مردم منطقه تا سال‌ها او را «مشتی» صدا کنند.
وی در اجرای لیلی جان‌ها و آوازهای مازندرانی، تلفیقی از شیوه‌های استادان قدیم و نیز سبک و لحن شخصی خود را ارائه می‌کرد و این ویژگی، او را از دیگران متمایز می‌نمود. تأثیر آثار و فعالیت‌های هنری وی بر موسیقی مازندران بسیار قابل توجه بوده‌است. از ابوالحسن خوشرو به عنوان «نمادِ موسیقی مازندران» و «شجریانِ مازندران» یاد شده‌است.
از جمله فعالیت‌های هنری او می‌توان به داوری بخش موسیقی نواحی جشنواره موسیقی جوان اشاره نمود. حسین خوشرو (روزبه)، نوازندهٔ تنبک و نقاره، و بابک خوشرو، نوازندهٔ تار، فرزندان ابوالحسن خوشرو هستند.
در سال ۱۳۹۶ «کاشی ماندگار» توسط سازمان میراث فرهنگی، صنایع دستی و گردشگری به عنوان یکی از چهره‌های ماندگار، شاخص و تأثیرگذار بر سردرِ خانهٔ ابوالحسن خوشرو نصب شد.
در ۱۵ دی ۱۳۹۷ مراسم گرامی‌داشت ابوالحسن خوشرو در قائم‌شهر برگزار شد.
در اختتامیهٔ پنجمین «جشنوارهٔ موسیقی آینه‌دار» در سال ۱۳۹۷ تندیس «سرو» به ابوالحسن خوشرو اهداء شد.
تیتراژ پایانی سریال نوروزی شش قهرمان و نصفی با صدای ابوالحسن خوشرو، موسیقی محمدمهدی گورنگی و شعر افشین علاء در فروردین ۱۳۹۸ از شبکه پنج پخش شد.
ابوالحسن خوشرو علی‌رغم مبارزه با بیماری، در ۲ شهریور ۱۳۹۸ در مراسم تجلیل از نخبگان ورزش‌های رزمی و رتبه‌های برتر کنکور و دانش آموزان نخبهٔ روستای قادی‌کلای بزرگ در شهرستان قائم‌شهر حضور یافت و نخبه‌های این روستا جوایز خود را از دستان او دریافت کردند.

## ترانهٔ مشدی
ترانهٔ مشدی ترانه‌ای فولکلور است که ابتدا توسط مردم مناطق دودانگه و چهاردانگه و سوادکوه خوانده می‌شد. این گونه شعرسرایی برای جنگاوران و دلیران و قهرمانان از دیرباز در تبرستان رواج داشت که مردم به آن «سوت» می‌گویند. بعدها توسط خوانندگان حرفه‌ای‌تر که گاه تمایلات چپ داشتند به صورت نوار کاست درآمد. در اوایل انقلاب گروه «روجا» که توسط ابوالحسن خوشرو پایه‌گذاری شده بود، آن را اجرا کرد. در سال ۱۳۷۶ گروه «شواش» در ساری با صدای ارسلان طیبی به اجراء آن پرداخت و در مجموعه کاستی که توسط جهانگیر نصری اشرفی منتشر شد این ترانه با صدای حسینعلی طیبی هنرمند شهیرِ نی مازندران اجرا شد.
ترانهٔ مشدی محبوب‌ترین ترانهٔ ابوالحسن خوشرو است. خوشرو در اردیبهشت ۱۳۹۲ کنسرتی در تالار اریکهٔ آریائی آمل برگزار کرد که در پایان، حضار ضمن تشویق او یکصدا خواستار اجراء ترانهٔ مشتی شدند.

## درگذشت
ابوالحسن خوشرو از سال ۱۳۹۶ درگیر بیماری شد ولی در این مدت با وجود نقاهت، فعالیت‌های موسیقی خود را متوقف نکرد. حاصل فعالیت‌های او در این دورهٔ بیماریش، خواندن قطعات آلبوم‌های «موسیقی حماسی و آیینی مازندران» اثر نبی احمدی و «چِم» به آهنگسازی سیاوش طالبی بود. ابوالحسن خوشرو، ۱۰ اسفند ۱۳۹۸ پس از تحمل یک دورهٔ ۲ سالهٔ بیماری در سن ۷۳ سالگی درگذشت. مراسم تشییع و خاک‌سپاری او، روز ۱۱ اسفند ۱۳۹۸ با حضور هنرمندان و هنردوستان، در روستای ساروکلای قائمشهر برگزار شد.

## جایزه باربد
اسفند ۱۳۹۹، در سی و ششمین جشنواره موسیقی فجر، جایزه باربد بخش خوانندگی موسیقی نواحی، به ابوالحسن خوشرو، برای آلبوم موسیقی مازندران اهدا شد.

## آثار
از جمله آثار و آلبوم‌های موسیقی ابوالحسن خوشرو به موارد زیر می‌توان اشاره نمود:
- «شاباجی» به آهنگسازی «بابک خوشرو»[۲۰]
- «خنش» (به همراه محمدرضا اسحاقی)[۳۵]
- «امیری کوتاه و بلند و طالبا (مرکز)» لـله وا : حسین طیبی / دوتار: نصیر شیردل و جمال ابوطالبی عبدالملکی / دف : لطف الله سیفی [۳۶]
- «خوشرو خوانِش»[۳۵]
- «رونما» به آهنگسازی «مانی خوش روش و پویا خوشروش»
- «طالبا»[۳۷]
- «الاشت دیار» (به همراه علی خواستار الاشتی) با تنظیم «امیر خواستار آلاشتی»[۳۸]
- «دماوند»[۳۹]
- «موسیقی مازندرانی» (همراه با نورالله علیزاده) با تنظیم «محمدرضا درویشی»[۴۰]
- «نرگس جار»
- «تش سو»
- «آفتاب ته» (به همراه نورالله علیزاده)[۴۱]
- «کوچ»
- «مشتی»
- «حامد»
- «هژبرخوانی»
- «شوار»
- «رقص‌های مازندران»
- «مادرمه»